# Overheid
De overheid is het hoogste bevoegd gezag op een bepaald territorium of grondgebied.
Zo spreekt men van nationale ("landelijke" of "rijks-" in Nederland - "federale" in België), provinciale, gemeentelijke of gewestelijke overheid. Meestal wordt ook de rechterlijke macht tot de overheid gerekend. Soms heeft de term overheid geen betrekking op een territoriaal gezag, maar op een inhoudelijke autoriteit, bijvoorbeeld een burgerlijke, of militaire overheid.

## Rol en functies
De overheid heeft een specifieke rol in de samenleving. Zij heeft veel uiteenlopende functies en taken, die voor een aanzienlijk deel afwijken van wat elders in de samenleving gebeurt. Deze functies kan men indelen naar ordenende, presterende, sturende en arbitrerende functies. Meer specifiek kunnen deze functies zijn:
- Het mogelijk maken van collectieve, democratische besluitvorming op verschillende bestuurlijke niveaus. Hierbij worden, na een publieke afweging van deelbelangen, beslissingen genomen die voor de hele samenleving van belang zijn.
- De uitvoering van democratisch genomen besluiten. De uitvoering van beleid.
- Het door middel van beleid leveren van een bijdrage aan de oplossing van maatschappelijke en sociale problemen.
- De sturing van de maatschappelijke ontwikkeling. Het bevorderen van de ontwikkeling van de samenleving. De opvatting dat de overheid de samenleving moet sturen wordt wel etatisme genoemd.
- Het coördineren van maatschappelijke activiteiten.
- Het handhaven van de openbare orde en rechtsorde door middel van rechtsvorming en rechtshandhaving.
- Het regelen van de betrekkingen tussen de leden van de samenleving.
- Het vanuit een oogpunt van rechtvaardigheid wijzigen van de inkomensverdeling. Het bestrijden van de ergste vormen van ongelijkheid.
- Het bevorderen of ontmoedigen van bepaalde vormen van gedrag en consumptie door organisaties en burgers.
- Het verrichten van taken die andere delen van de samenleving niet of onvoldoende behartigen.
- Het voortbrengen van goederen en diensten waaronder collectieve goederen.
- Het reguleren van de markt en het corrigeren van marktfalen.
- De overheid is het uitvoerend apparaat van de Staat[1].

## Taken
Over het gewenste takenpakket van de overheid wordt in verschillende tijden en door politieke partijen met hun ideologische achtergronden verschillend gedacht. In de loop der tijd wisselt het takenpakket van de overheid dan ook vrij sterk.
In het verleden droegen de Nederlandse en Belgische overheden voornamelijk zorg voor het handhaven van de orde, de infrastructuur en de nationale veiligheid. De overheid was een nachtwakersstaat, een staat waar de overheid zich relatief weinig bemoeit met de burgers. In een dergelijke staat garandeert de overheid de veiligheid van de inwoners door het zorgen voor politie, leger en een aantal wetten om de rechtsorde te handhaven.
Sinds het ontstaan van de verzorgingsstaat is de overheid op veel meer gebieden actief. De overheid nam een aantal functies van particuliere organisaties en Kerk over. Zo werd de overheid actief binnen het onderwijs, de sociale zekerheid, volkshuisvesting, en de gezondheidszorg. In de jaren zestig en zeventig van de vorige eeuw bestonden er hoge verwachtingen van het optreden van de overheid. Velen, met name de sociaal democraten, geloofden in de maakbaarheid van de samenleving en de oplossing van maatschappelijke problemen door middel van overheidsoptreden. Er was de nodige aandacht voor het falen van de markt. Als uitvloeisel bereikten de collectieve uitgaven in de jaren 1980 een omvang van meer dan 60% van het bruto binnenlands product.
Tijdens de jaren tachtig en negentig bleek de overheid dermate hoge verwachtingen niet waar te kunnen maken. Er werd wel gesproken van het falen van de overheid. Lang niet al het overheidsbeleid werd goed uitgevoerd of had de gewenste effecten. In reactie hierop werd een deel van de overheidstaken door middel van verzelfstandiging of privatisering weer overgelaten aan de private sector. Daarnaast streefde men naar deregulering. Men sprak van de terugtredende overheid. Internationaal werd deze visie gepropageerd door Reagan en het Thatcherisme. De overheid zelf probeerde haar efficientie te verhogen door lessen te trekken uit de werkwijzen van het bedrijfsleven. De overheid ging met andere woorden bedrijfsmatig werken. De collectieve uitgaven daalden naar een niveau van ongeveer 45% van het bruto binnenlands product in het jaar 2000. Deze tendensen werden ondergebracht onder het New Public Management.
Tijdens het eerste decennium van deze eeuw was de samenstelling van het takenpakket van de overheid redelijk stabiel met een evenwicht in de taakverdeling tussen overheid, maatschappelijk middenveld en private sector.

## Organisatie
Het geheel van organisaties dat tot de overheid behoort (de overheidsorganisaties), of daarmee nauw verbonden is (de semioverheid), vormt samen de publieke sector. De Nederlandse overheid heeft bijna 1 miljoen ambtenaren in dienst en is daarmee de grootste werkgever van Nederland. Sommigen bereiden beleid en wetgeving voor, anderen voeren beleid uit (politiemensen, militairen, leraren in het openbare onderwijs). De organisatiestructuur van de meeste overheidsorganisaties draagt duidelijke kenmerken van bureaucratie.
Tijdens de laatste decennia zijn, onder invloed van de (neo)liberale ideologie, verschillende onderdelen van de overheid geprivatiseerd of verzelfstandigd.

## België
De federale regering leidt het centraal bestuur van België. De grondwetsherzieningen van de voorbije kwarteeuw hebben haar heel wat bevoegdheden doen afstaan aan de nieuwe deelstaten van het land. Maar ze is nog steeds bevoegd voor het buitenlands en Europees beleid, defensie, justitie en politie, volksgezondheid, de sociale zekerheid, de belastingen, het macro-economisch beleid en de tewerkstelling, het wetenschapsbeleid, de mobiliteit en de telecommunicatie.
De federale regering telt maximaal 15 ministers. Samen vormen ze de ministerraad waarvan de eerste minister de eerste onder zijn gelijken is. Ministers en eerste minister worden benoemd door de koning(in) en zijn doorgaans vier jaar in functie. Zij moeten verantwoording afleggen aan het Federaal Parlement, dat bestaat uit de Kamer en de Senaat. Zij hebben een eigen kabinet en werken samen met de administratie die overeenstemt met hun bevoegdheden. Ministers en regering overleggen ook met de deelstaatregeringen, met politieke partijen, met werkgevers en werknemers, met de media, met allerlei sociale organisaties, met de steden en de gemeenten, het leger, de universiteiten, de overheidsbedrijven enz.

## Nederland
Nederland heeft een parlementaire democratie. Daarin heeft de volksvertegenwoordiging, het parlement, het laatste woord. Verder bestaat de overheid uit een regering met een staatshoofd. Dat is in Nederland de koning of de koningin. Daarnaast bestaat de rijksoverheid oftewel de centrale overheid ook nog uit alle ministeries, de rechterlijke macht, Hoge Colleges van Staat, adviescolleges en zelfstandige bestuursorganen.
De decentrale overheid bestaat uit provincies, gemeenten en waterschappen en gemeenschappelijke regelingen. Omdat Nederland een gedecentraliseerde eenheidsstaat is, hebben deze weliswaar eigen bevoegdheden, maar alleen op die gebieden waarop zij niet in de bevoegdheid van het Rijk treden. Ook de gekozen volksvertegenwoordigers in de provincie (de Provinciale Staten) en bestuurders van de provincie (gedeputeerden en de commissaris van de Koning) zijn onderdeel van de overheid. Net zoals de volksvertegenwoordigers in de gemeenten (gemeenteraden) en de gemeentebestuurders (wethouders en burgemeester) bij de overheid horen. Ten slotte bestaat er in Nederland nog een vierde overheidslaag: de waterschappen. Het waterschap - ook met gekozen bestuurders en vertegenwoordiging - was de eerste Nederlandse vorm van overheid. Dat wordt verklaard door het feit dat het grootste deel van Nederland door wassend water werd (en wordt) bedreigd en dat dit de toenmalige bewoners noodzaakte om zich te organiseren.

### Inkomsten en uitgaven
Het grootste deel van haar inkomsten verkrijgt de overheid door middel van belastingen. Alle bestuurslagen heffen belastingen, maar de Rijksoverheid veruit het meest. Daarnaast wordt de schatkist onder andere gevuld door aardgasbaten. In 2009 bedroegen de inkomsten van de rijksoverheid ongeveer 240 miljard euro. Hoewel gemeenten, provincies en openbare lichamen BES zelf ook belasting heffen, verkrijgen zij verreweg het grootste deel van hun inkomsten via de rijksoverheid. Gemeenten krijgen deze middelen door middel van het gemeentefonds en specifieke uitkeringen. Provincies verkrijgen deze middelen via het Provinciefonds en specifieke uitkeringen. Openbare lichamen BES verkrijgen deze middelen via het BES-fonds en bijzondere uitkeringen.
De overheidsuitgaven, ook wel collectieve uitgaven genoemd, worden gedaan door ministeries, gemeenten, provincies en andere overheidsorganisaties. De collectieve uitgaven bestaan uit overheidsbestedingen, inkomensoverdrachten aan burgers (overdrachtsuitgaven) en rente en aflossingen van de staatsschuld. De uitgaven kan men ook onderverdelen naar de taken waaraan de overheid het geld besteedt, zoals sociale zekerheid, defensie en onderwijs.

### Publiekrecht
De Nederlandse overheid en haar relatie met de burgers wordt gereguleerd door het publiekrecht, dat bestaat uit het staatsrecht en bestuursrecht. De Grondwet regelt in grote lijnen hoe de staat eruitziet. De grondwet regelt ook welke rechten burgers hebben tegenover die overheid en welke plichten de overheid heeft tegenover de burgers. De manier waarop de overheid met haar burgers om behoort te gaan wordt geregeld in de Algemene wet bestuursrecht. Voor de beslissingen die overheidsorganen nemen is in die wet verwoord hoe dergelijke beslissingen tot stand komen en op welke manier een burger daarbij betrokken wordt en of zich tegen de beslissing kan verweren. De Algemene wet bestuursrecht is echter niet dekkend voor de moraliteit die de overheid eropna zou moeten houden ten aanzien van haar burgers en samenleving. Hiervoor is de waardencatalogus in het leven geroepen. Van burgers voor de overheid.